# Pyrinia fulvatoides
Pyrinia fulvatoides là một loài bướm đêm trong họ Geometridae.